# Укшук
Укшук, в среднем течении Укшук Левый, в верховьях Укшук Правый (баш. Уҡшыҡ) — река в России, протекает по Белорецкому району Башкортостана. Длина реки составляет 26 км.
Начинается на восточном склоне хребта Уралтау среди сосново-берёзовых лесов. Течёт по лесистой местности вдоль хребта в юго-западном направлении. В низовьях протекает по южной окраине Белорецка. Устье реки находится в 1313 км по левому берегу реки Белой у села Ломовка.
Основной приток — река Татарский Ключ — впадает слева.

## Данные водного реестра
По данным государственного водного реестра России относится к Камскому бассейновому округу, водохозяйственный участок реки — Белая от истока до водомерного поста Арский Камень, речной подбассейн реки — Белая. Речной бассейн реки — Кама.
Код объекта в государственном водном реестре — 10010200112111100016939.